# Bibliothèque Low Memorial
La bibliothèque Low Memorial est située sur le campus de l'université Columbia à Morningside Heights, au nord de Manhattan, à New York. Elle a été construite en 1895 par le président de l'université Seth Low comme bibliothèque centrale de l'université. Financée par 1 million de dollars de son propre argent en raison d'un manque de fonds (un problème récurrent tout au long de l'histoire de l'université), il l'a nommé en mémoire de son père, Abiel Abbot Low (en). Elle a abrité les bureaux administratifs centraux de l'université après l'achèvement de la bibliothèque Butler en 1934, et est le point focal et le bâtiment le plus important du campus de l'université de Morningside Heights.
Les marches menant à la façade à colonnes de la bibliothèque sont un lieu de rencontre populaire pour les étudiants de Columbia et abritent la sculpture de Daniel Chester French, Alma Mater, un symbole universitaire. La bibliothèque Low a été officiellement nommée comme monument protégé de New York en 1967, avec l'intérieur désigné en 1981 puis un monument historique national vingt ans plus tard,.

## Architecture
La bibliothèque Low a été conçue par Charles Follen McKim du cabinet d'architectes McKim, Mead et White, qui était responsable de la conception d'une grande partie du campus de Columbia à Morningside Heights. La bibliothèque a été conçue dans le style néo-classique, incorporant de nombreux éléments du Panthéon de Rome. Le bâtiment a la forme d'une croix grecque et présente des fenêtres inspirées de celles des thermes de Dioclétien. Les colonnes de la façade de la bibliothèque sont d'ordre ionique, adaptées aux institutions des arts et des lettres. Une inscription sur l'attique du bâtiment décrit l'histoire de l'université. 

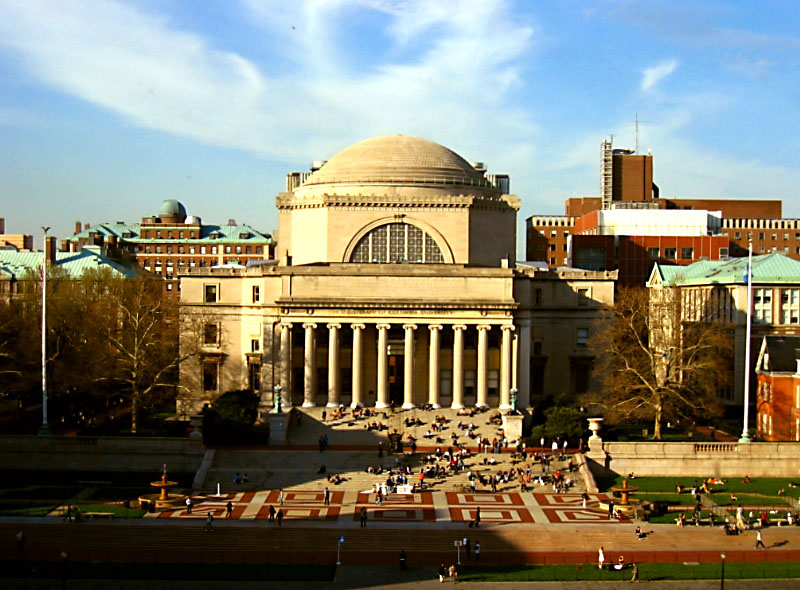
La bibliothèque Low, vue des étages supérieurs de la bibliothèque Butler.

L'intérieur regorge de références classiques. À l'entrée se trouvent des bustes en bronze de Zeus et d'Apollon. Le foyer contient un buste en marbre blanc de Pallas Athena, sur le modèle de la Minerve du Collier au Louvre et donné par Jonathan Ackerman Coles de la Columbia College Class de 1864, un ancien élève de la Columbia Philolexian Society. Elle est entourée des douze signes du zodiaque. La rotonde, de 32 mètres de hauteur, anciennement la salle de lecture de la bibliothèque lorsque le bâtiment était utilisé pour sa fonction d'origine, est bordée de colonnes de marbre vert du Connemara d'Irlande, surmontées de chapiteaux en or. Les philosophes romains et grecs Démosthène, Euripide, Sophocle et Auguste César regardent les hauteurs de la rotonde tandis que les quatre points de connaissance, droit, philosophie, médecine et théologie, marquent les quatre points de la croix grecque. Le reste de l'intérieur est fait avec du marbre italien et istrien. 

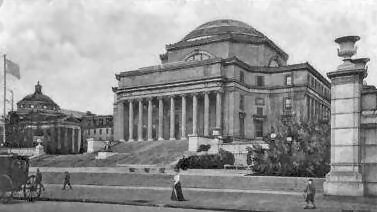
La Bibliothèque vers 1900.

Low a été le premier bâtiment sur le nouveau campus de Morningside en Colombie quand il a été construit en 1895 sur le site des champs de culture et du Bloomingdale Insane Asylum. Low servait à l'origine de bibliothèque principale de l'université jusqu'en 1934, date à laquelle elle a été supplantée par la plus vaste bibliothèque Butler. Après une période pendant laquelle elle abritait encore les archives de l'université, le bâtiment se compose désormais presque uniquement de bureaux administratifs. Cependant, la façade du bâtiment est encore gravée avec les mots «La bibliothèque de l'université de Columbia», ce qui fait croire à beaucoup qu'il conserve son rôle antérieur. 

## Voir également

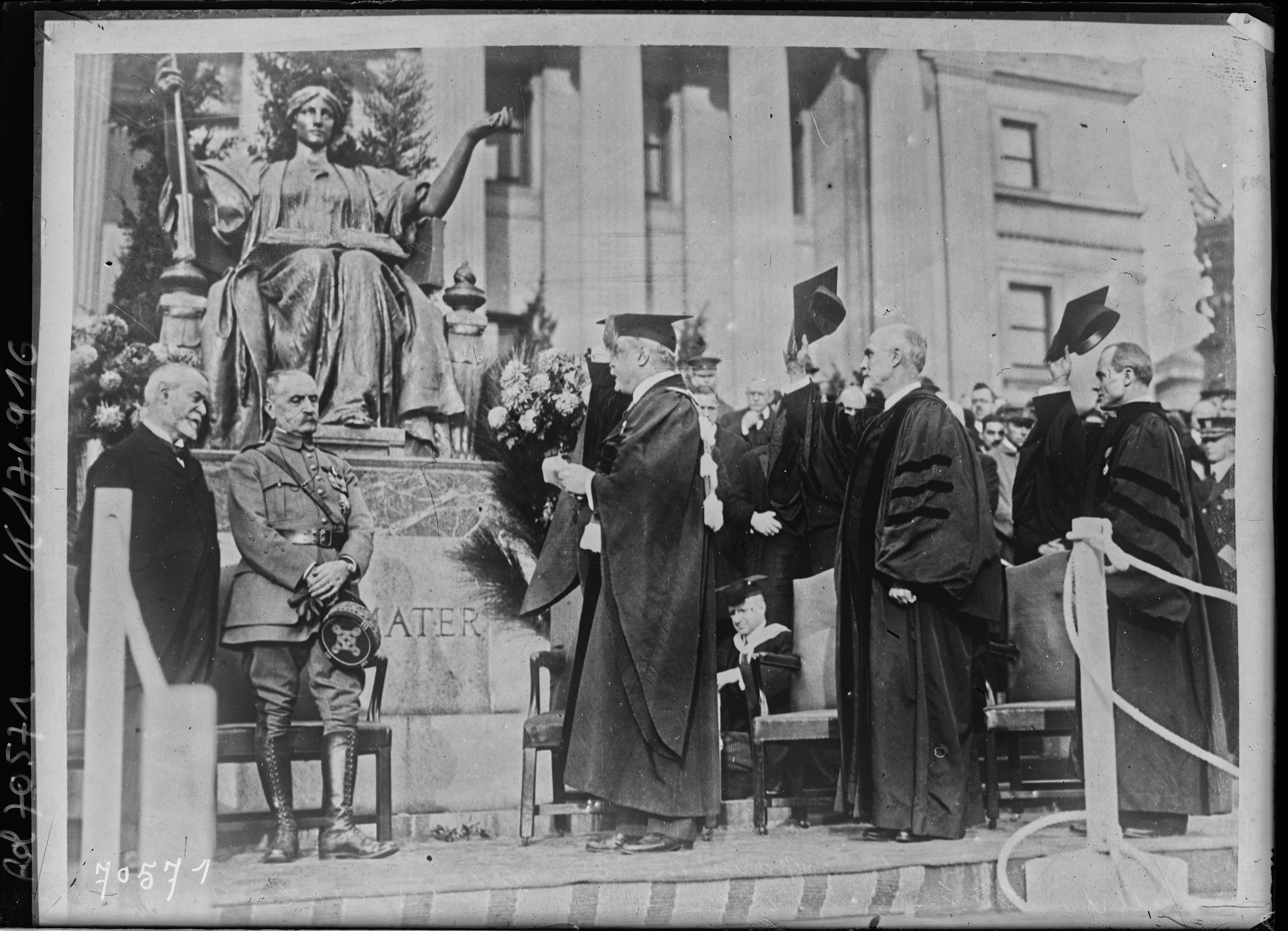
Ferdinand Foch reçu par Nicholas Butler en 1921.

- Bibliothèques de l'université Columbia
- Université Columbia
- Bibliothèque universitaire
- Bibliothèques aux États-Unis